# Michael Gottlieb Agnethler
Michael Gottlieb Agnethler (Hermannstadt, 10 giugno 1719 – Helmstedt, 15 giugno 1752) è stato un botanico e numismatico tedesco.

## Biografia
Michael Agnethler nacque da una famiglia aristocratica di sassoni di Transilvania a Hermannstadt (ora Sibiu, Romania). Gli Agnethler avevano una lunga e prestigiosa storia, con molte relazioni sociali nella regione. Il cognome della famiglia traeva origine dalla città sassone di Agnetheln.
Michael Agnethler era l'unico figlio della sua famiglia. Il padre era il preside di un gymnasium. Subito dopo la nascita di Michael, divenne pastore a Gierelsau (Bradu), così la famiglia si trasferì li, e Michael passò lì i primi anni per poi tornare a Hermannstadt per seguire le scuole.
Michael Agnethler era di costituzione debole, e soffriva di disturbi del sonno.
Agnethler iniziò gli studi di teologia all'Università di Halle nel 1742; gli altri campi di interesse erano l'antica Roma, la storia antica, e la numismatica. Inoltre, a causa dei suoi problemi fisici iniziò anche a studiare medicina.
Agnethler ottenne il dottorato di ricerca nel 1750, e il dottorato in medicina nel 1751. Lo stesso anno entrò all'Accademia Cesarea Leopoldina, e subito dopo divenne docente in retorica, antichità, e poesia all'University of Helmstedt. Tuttavia ebbe una infezione di tubercolosi, e morì poco dopo, nel 1752.
Michael Gottlieb Agnethler è anche conosciuto come entomologo.
Pubblicò molte opere di botanica (per lo più commentari su Linneo) e di numismatica; queste ultime comprendevano le descrizioni delle collezioni numismatiche di Johann Heinrich Schulze e di Martin Schmeizel.

## Pubblicazioni
- Martin Schmeitzel's Erläuterung goldener und silberner Münzen von Siebenbürgen, welche zugleich auch die merkwürdigen Begebenheiten des 16., 17., und 18. Jahrhunderts im siebenbürgischen Fürstenthume zu erkennen gibt. A cura di Gottlieb Michael Agnethler (Halle 1748)
- Index Bibliothecae, Res Hungariae, Transilvaniae vicinarumque Provinciae illustrantis quam […] Michael Gottlieb Agnethler Codicibus praecipue Msptis auxit (Halle 1751)